# Wilmer Flores
Cet article possède des homonymes et des paronymes, voir Flores.
Wilmer Alejandro Flores García (né le 6 août 1991 à Valencia, Carabobo, Venezuela) est un joueur de champ intérieur des Ligues majeures de baseball qui évolue avec les Mets de New York.

## Carrière

### Ligues mineures
Wilmer Flores signe son premier contrat professionnel en 2007 avec les Mets de New York. Pendant son parcours en ligues mineures, il apparaît trois fois au palmarès des 100 meilleurs joueurs d'avenir dressé annuellement par Baseball America : au 47e rang en 2009, en 88e place en 2010 puis en 59e position en 2011. Dans les mineures, Flores joue principalement à la position d'arrêt-court, mais aussi au deuxième but et au troisième but. En 2009, il joue le match des étoiles du futur à Saint-Louis.

### Mets de New York
Flores fait ses débuts dans le baseball majeur avec les Mets de New York le 6 août 2013. Il réussit son premier coup sûr au plus haut niveau le 7 août contre le lanceur Jhoulys Chacin des Rockies du Colorado et son premier circuit le 11 août aux dépens du lanceur Heath Bell des Diamondbacks de l'Arizona.
En 2014, il joue principalement à l'arrêt-court pour New York.
Le 29 juillet 2015, deux jours avant la date limite des échanges dans le baseball majeur, les médias font circuler une nouvelle à l'effet que les Mets ont conclu une entente avec les Brewers de Milwaukee pour leur transférer le lanceur Zack Wheeler et Wilmer Flores en retour du voltigeur étoile Carlos Gómez. L'échange, cependant, n'a jamais lieu, puisque les inquiétudes des Mets à l'endroit d'une blessure passée subie par Gómez les incitent à se retirer de l'entente. La nouvelle de cet échange qui n'en sera jamais un se propage néanmoins. Il est de coutume lors de transactions conclues à la date limite, et lorsque des matchs sont en cours, de voir un joueur être retiré d'une partie, pour saluer ses coéquipiers prestement et les quitter puisqu'il ne fait plus partie de l'équipe. Toutefois, dans la confusion causée par cet échange qui ne se confirme pas, les Mets laissent Flores sur le terrain durant leur rencontre à Citi Field contre San Diego ; le joueur est parfaitement au courant de la rumeur, contrairement à son gérant Terry Collins, est ovationné par les spectateurs new-yorkais et termine le match à l'arrêt-court, visiblement ému et essuyant ses larmes. Toute la scène, qui suscite la confusion des internautes aussi bien que la sympathie du public, fait instantanément du jeune homme un héros populaire,. Le mythe nouveau est renforcé par le fort mois d'août de Flores, qui frappe pour ,322 de moyenne au bâton avec une OPS de ,903 tandis que les Mets gagnent 20 matchs sur 29, en route vers le titre de la division Est de la Ligue nationale. De plus, la transaction avortée avec Milwaukee incite New York à acquérir la vedette Yoenis Céspedes, nouveau héros local qui connaît une époustouflante fin de campagne. En 2016, le baseball majeur déplace (pour une année seulement) au 1er août la date limite des échanges afin qu'elle coïncide avec une journée où moins de matchs sont joués, et tenter d'éviter qu'une situation comme celle impliquant Flores ne se reproduise.